# Psora crenata
Psora crenata är en lavart som först beskrevs av Taylor, och fick sitt nu gällande namn av Johannes Reinke. Psora crenata ingår i släktet Psora och familjen Psoraceae.   Inga underarter finns listade i Catalogue of Life.